# Gersdorf an der Feistritz
Gersdorf an der Feistritz è un comune austriaco di 1 679 abitanti nel distretto di Weiz, in Stiria. Il 1º gennaio 2015 ha inglobato il comune soppresso di Oberrettenbach.